# Saramon
Saramon (gaskognisch ebenfalls Saramon) ist eine französische Gemeinde mit 863 Einwohnern (Stand 1. Januar 2022) im Département Gers in der Region Okzitanien. Sie gehört zum Arrondissement Auch und zum Kanton Astarac-Gimone. Saramon ist zudem Mitglied des 2014 gegründeten Gemeindeverbands Coteaux Arrats Gimone. Die Einwohner werden Saramonais(es) genannt.

## Lage
Die Gemeinde Saramon liegt 17 Kilometer südöstlich von Auch an der Mündiung der Lauze in die Gimone. Zur Gemeinde gehören das Dorf Saramon, der Weiler Les Boubées und mehrere Kleinsiedlungen und Einzelgehöfte. Der Ort liegt rund 56 Kilometer westsüdwestlich der Stadt Toulouse im Süden des Départements Gers.

## Geschichte
Die Gemeinde gehörte von 1793 bis 1801 zum Distrikt Auch. Seit 1801 ist sie Teil des Arrondissements Auch.

## Bevölkerung
| Jahr                       | 1962 | 1968 | 1975 | 1982 | 1990 | 1999 | 2006 | 2012 | 2020 |
| Einwohner                  | 742  | 779  | 759  | 717  | 661  | 673  | 759  | 824  | 853  |
| Quellen: Cassini und INSEE |      |      |      |      |      |      |      |      |      |

## Sehenswürdigkeiten
- Château de Karabé, Schloss
- Haus am Dorfplatz aus dem 16. Jahrhundert, seit 1925 Monument historique[1]
- Haus in der Grande Rue aus dem 16. Jahrhundert, seit 1925 Monument historique[2]
- Laternensäule aus dem 18. Jahrhundert, seit 1973 Monument historique[3]
- Benediktiner-Abtei
- Kirche Saint-Pierre aus dem Mittelalter mit Tour Saint-Victor[4]
- Kapelle Saint-Roch
- zahlreiche Weg- und Flurkreuze
- mehrere Marienstatuen
- Denkmal für die Gefallenen[5]

Quelle:

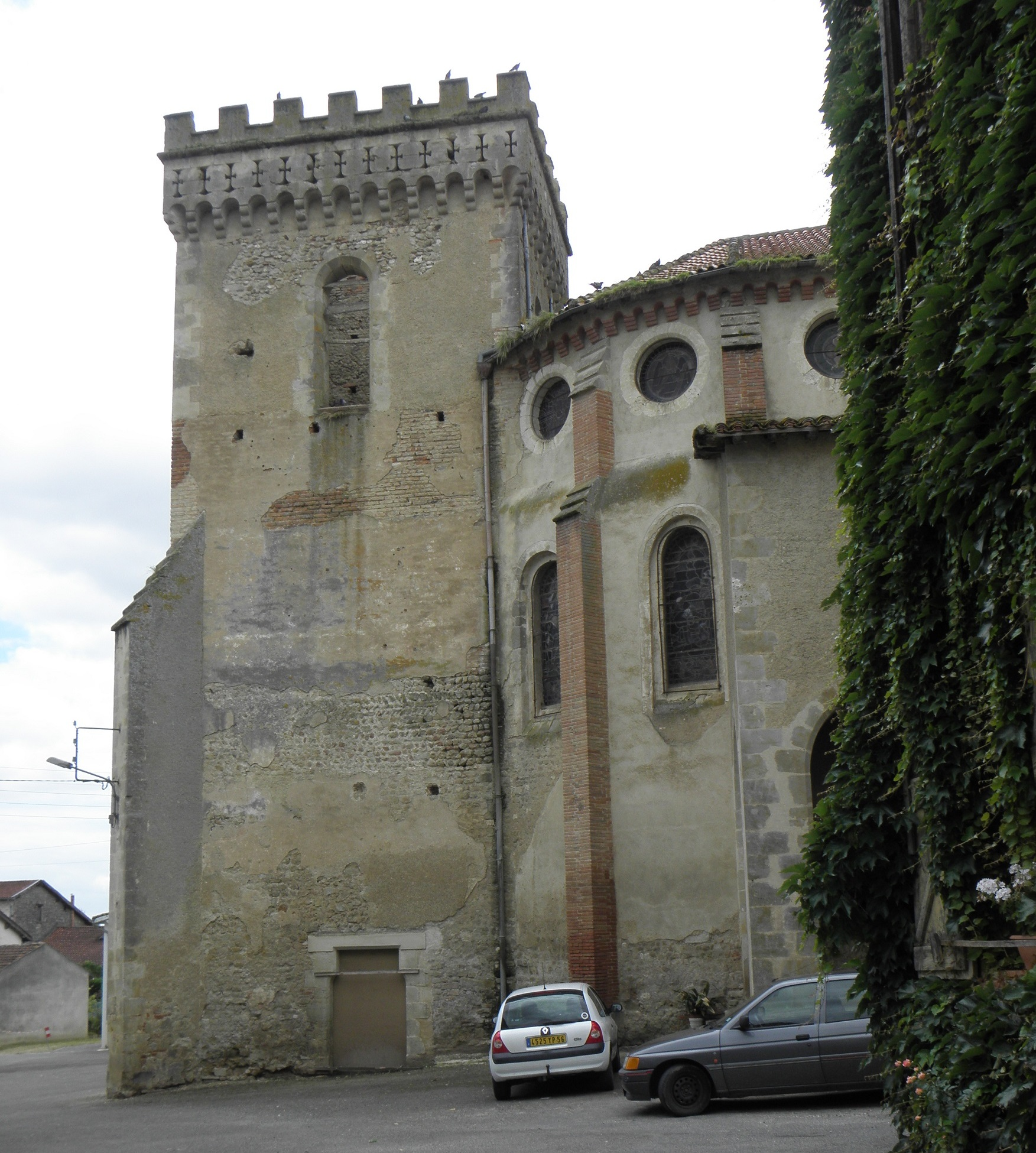
Tour Saint-Victor
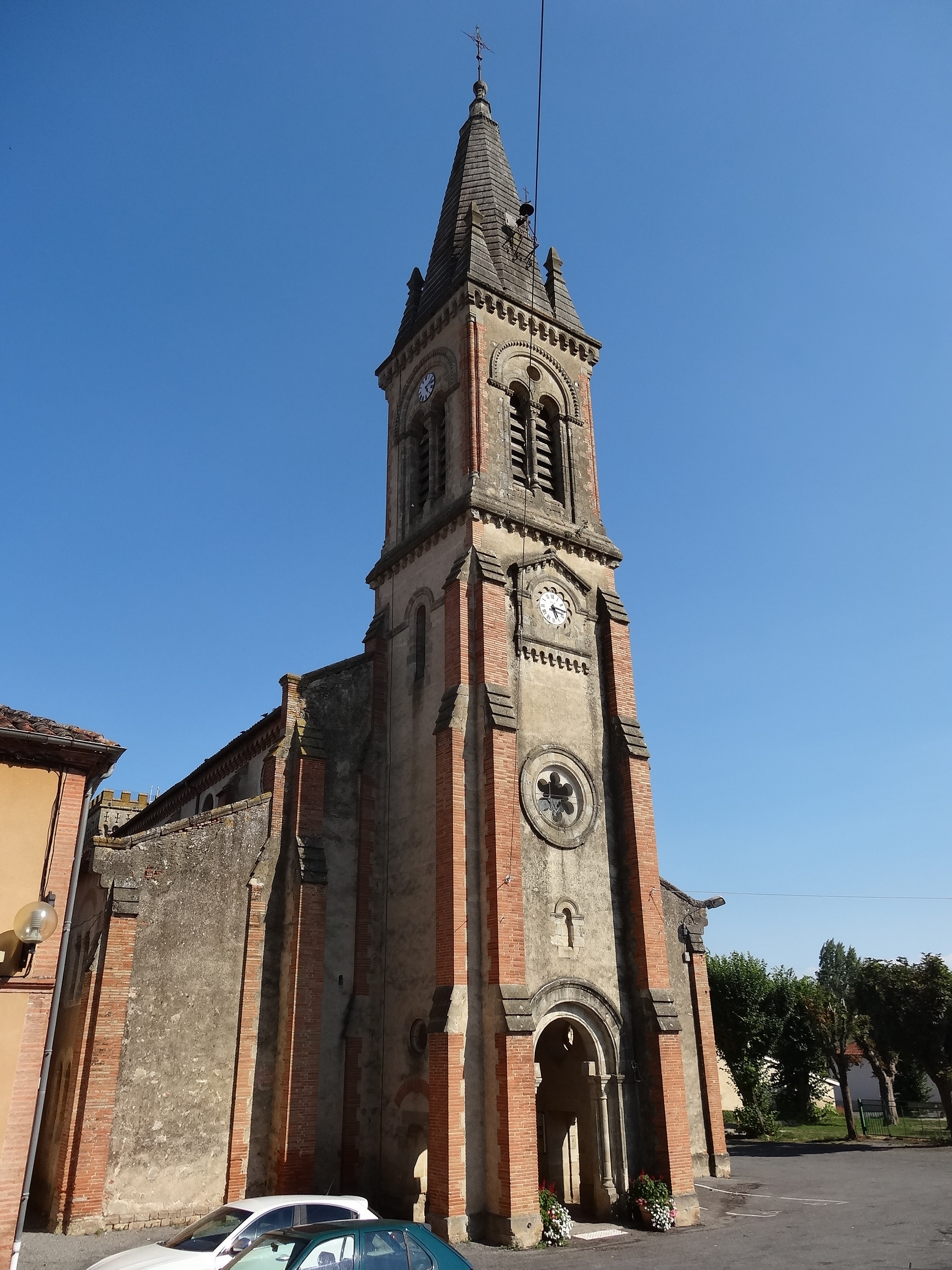
Kirche Saint-Pierre
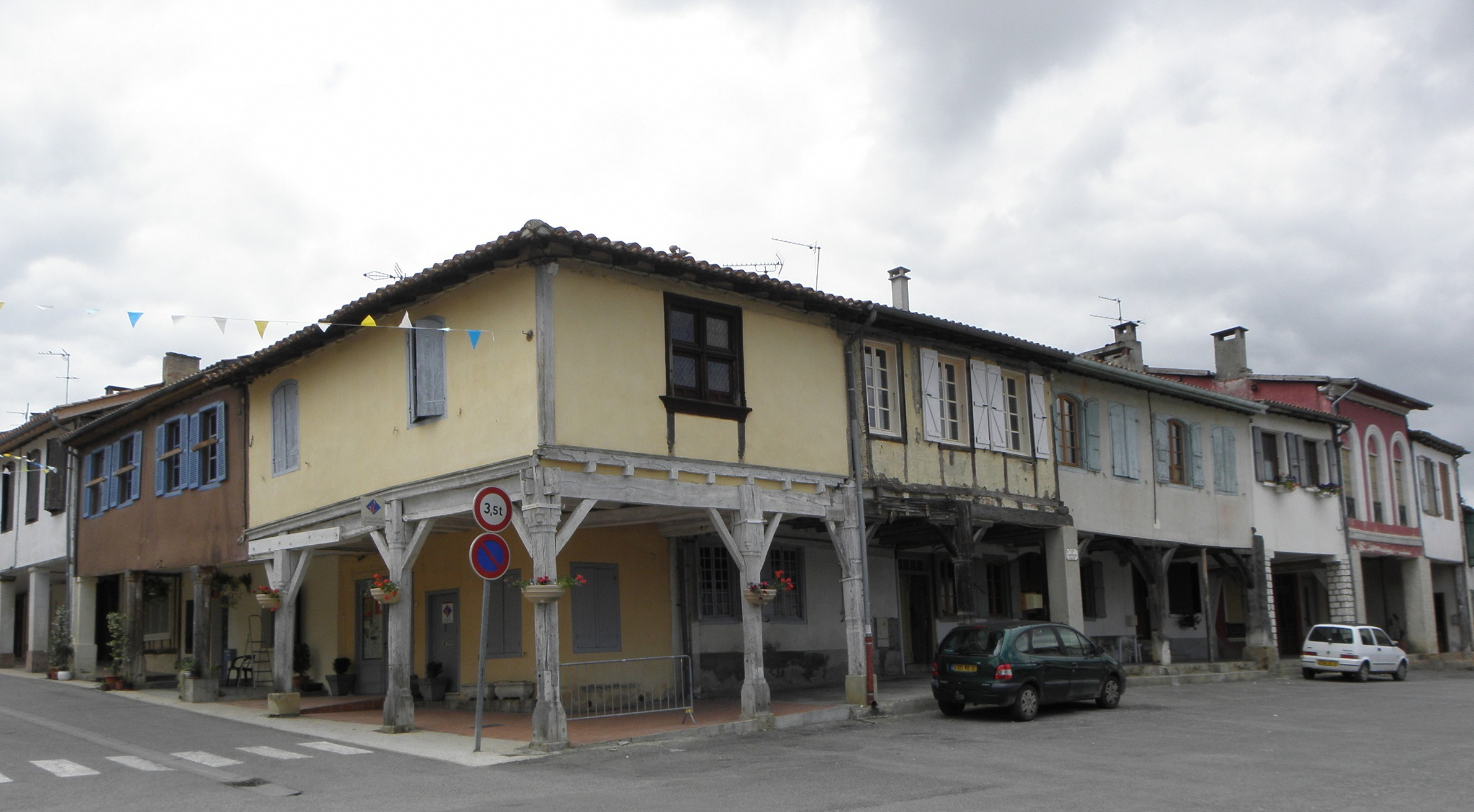
Haus am Dorfplatz aus der Renaissance
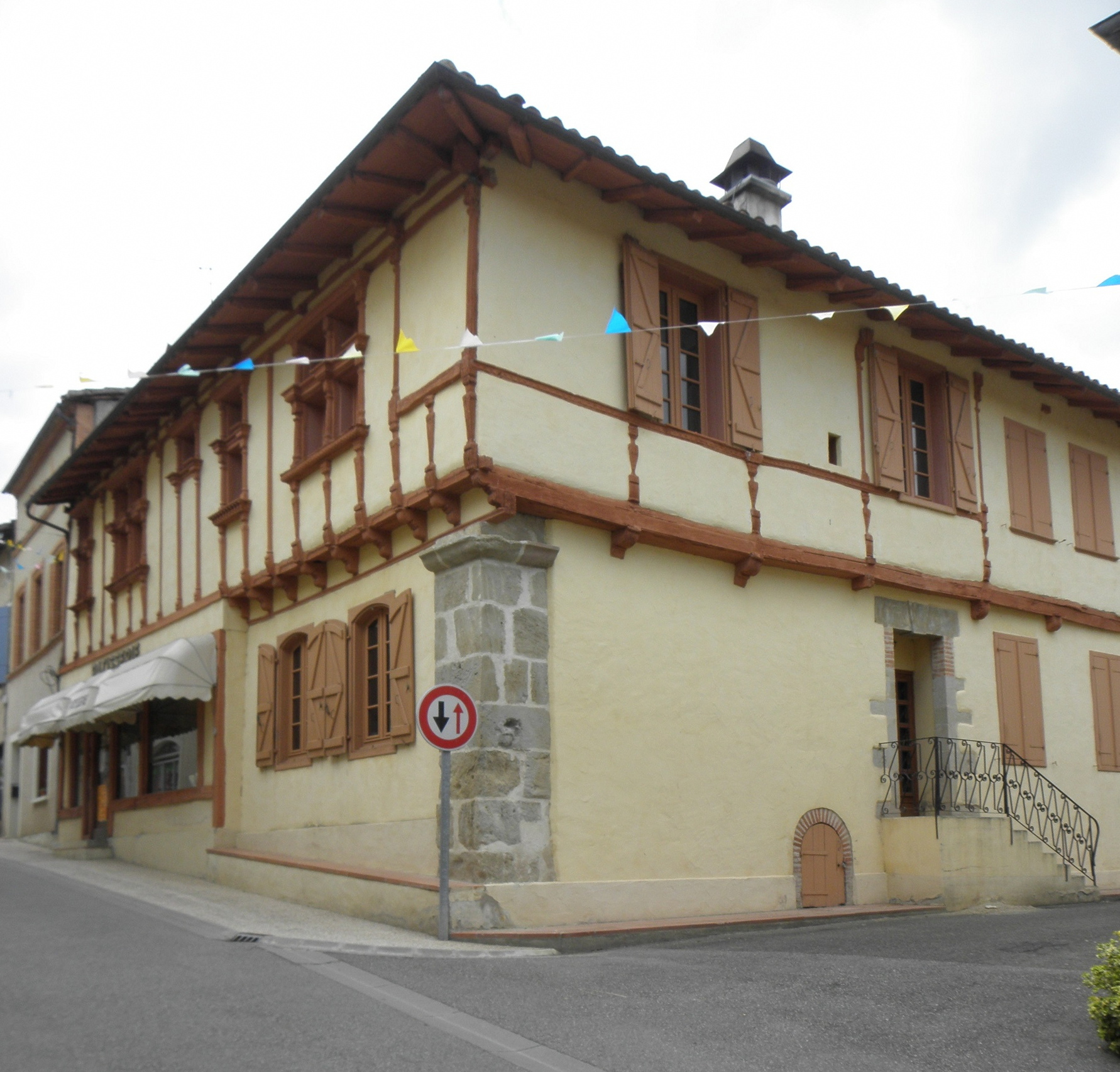
Haus in der Grande Rue aus der Renaissance
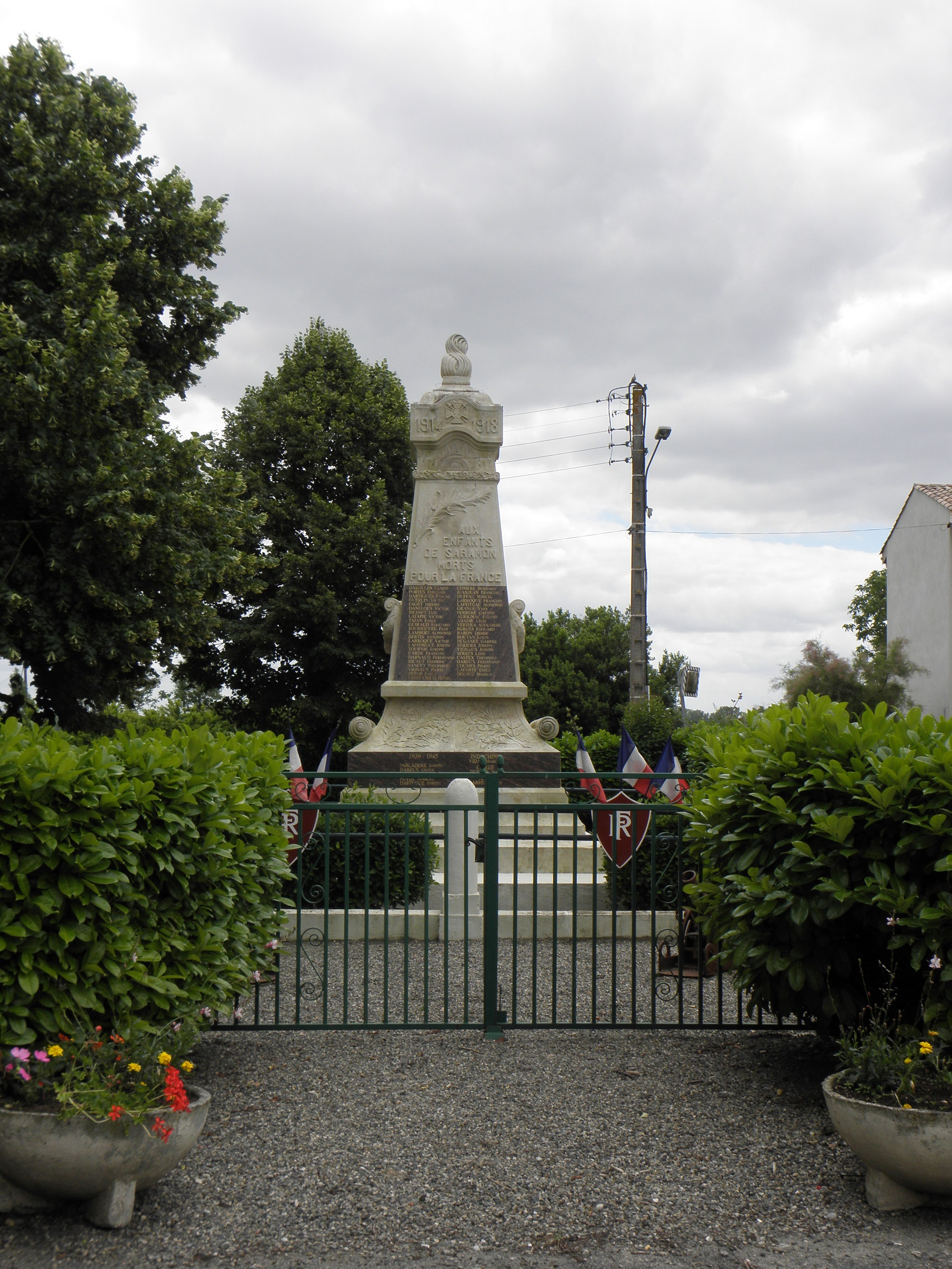
Denkmal für die Gefallenen
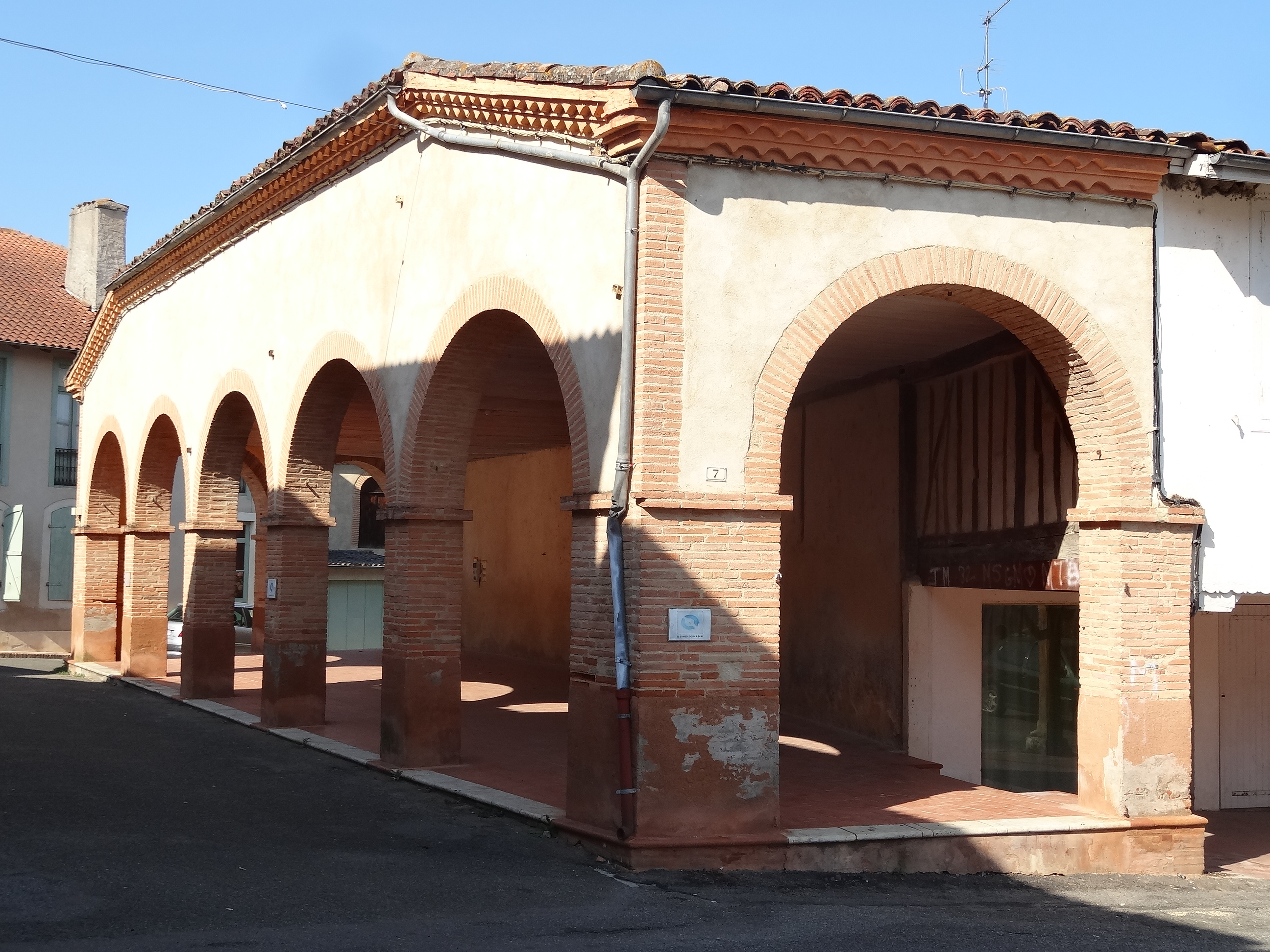
Ehemalige Markthalle
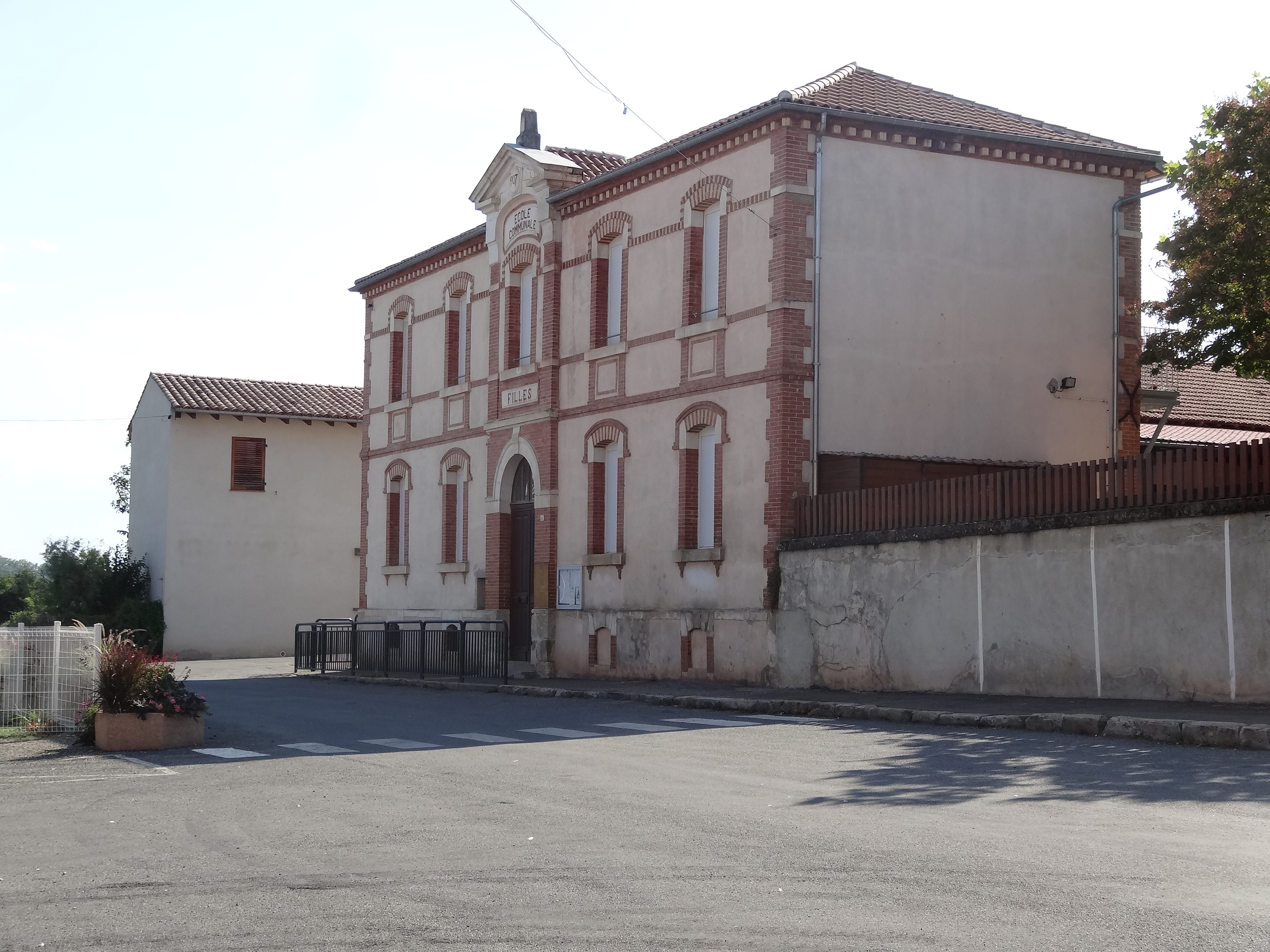
Schule